# فرانک هورنبای
فرانک هورنبای (به انگلیسی: Frank Hornby) (زاده ۱۵ مه ۱۸۶۳ - درگذشته ۲۱ سپتامبر ۱۹۳۹) مخترع، تاجر و سیاستمدار انگلیسی بود.
او یک فرد رویاگرا در گسترش و ساخت اسباب بازی بود، با این که هیچ دورهٔ رسمی مهندسی را نگذرانده بود، در قرن ۲۰ میلادی، باعث و بانی اختراع و ساخت سه عدد از معروف‌ترین خطوط اسباب بازی بر پایهٔ اصول مهندسی بود. مکانو، خطوط راه آهن هورنبای و اسباب بازی‌های دینکی.
هورنبای، در سپتامبر ۱۹۰۷، علامت تجاری معروف خود را تحت عنوان «مکانو» به ثبت رساند و این نام را در تمام مجموعه‌های جدید بکار برد.
همچنین شرکت انگلیسی اسباب بازی را در سال ۱۹۰۸ میلادی با نام مکانو تأسیس کرد، و در سال ۱۹۱۶ میلادی مجلهٔ مکانو را به صورت ماهیانه منتشر کرد.
اختراعات و ابتکارات هورنبای او را به یک میلیونر در دهه ۱۹۳۰ تبدیل کرد. او در سال ۱۹۳۱ وارد سیاست شد و به عنوان یک عضو محافظه کار برای حوزهٔ اورتون انتخاب شد. میراث هورنبای بعد از مرگش به علاقه‌مندانی که هنوز مدل‌های مکانو را می‌سازند و اسباب بازی‌های او را جمع‌آوری می‌کنند رسیده است. سالگرد ۱۵۰ سالگی هورنبای در لیورپول و برایتون در ۱۵ مه ۲۰۱۳ جشن گرفته شد.